# خالد درویش
خالد درویش (عربی: خالد درويش؛ زادهٔ ۱۷ اکتبر ۱۹۷۹) بازیکن فوتبال اهل امارات متحده عربی است.
از باشگاه‌هایی که در آن بازی کرده‌است می‌توان به باشگاه فوتبال الامارات امارات، باشگاه فوتبال الوصل امارات، باشگاه فوتبال الشباب امارات، و تیم ملی فوتبال امارات متحده عربی اشاره کرد.
وی همچنین در تیم ملی فوتبال UAE بازی کرده‌است.